# Kamehatylus nani
Kamehatylus nani är en kräftdjursart som beskrevs av J. L. Barnard 1970. Kamehatylus nani ingår i släktet Kamehatylus och familjen Dexaminidae. Inga underarter finns listade i Catalogue of Life.